# Земгалс, Густав
Гу́став Зе́мгалс (латыш. Gustavs Zemgals, в Российской империи Густав Иванович Земгал, 12 августа 1871 — 6 января 1939) — латвийский политический деятель, второй президент Латвии (1927—1930).

## Биография
Родился в семье ремесленника Яниса (Ивана) Земгала на хуторе Одини Добленского уезда Курляндской губернии.
После начальной школы закончил Николаевскую гимназию в Риге. Отличный аттестат обеспечил ему продолжение учёбы на юридическом факультете Московского университета (1899). Там он примкнул к кружку латышских студентов социал-демократической направленности.

### В Российской империи
Добровольцем поступил в Русскую императорскую армию и после полутора лет службы вольноопределяющимся получил чин прапорщика.
По возвращении в Ригу работал в качестве помощника адвоката у В. Бекера, затем юристом в различных профессиональных и культурных обществах.
Участвовал в русско-японской войне, после полутора лет службы стал капитаном Русской императорской армии.
После революции 1905 года, когда царским манифестом в России была объявлена свобода печати, Земгалс редактировал леволиберальную ежедневную газету на латышском языке «Jaunā Dienas Lapa» (Новый дневник). За антиправительственные публикации суд приговорил его в 1907 году к 3 месяцам тюремного заключения и штрафу в 300 рублей (годовое жалование крупного служащего в этот период составляло около 2000 рублей).
После этого Земгалс стал соучредителем Латвийской демократической партии (совместно с Арведом Бергом, Августом Деглавом).  Он также стал редактором журнала «Domas» (Мысль).
С началом Первой мировой войны капитан Земгалс был мобилизован, служил в 356-м Лифляндском полку в Юрьеве. Затем его перевели в Финляндию. Февральскую революцию он встретил в Кронштадте. После массовых расправ над офицерами отправился в Ригу и на первых многопартийных выборах 23 апреля 1917 года был избран мэром (1917—1920). Вступил в Радикально-демократическую партию и стал одним из членов её руководства.

### В Латвийской республике
В 1918 году вошёл в Народный совет Латвии и вёл его заседание, на котором 18 ноября была провозглашена независимость.
После того, как большевики в январе 1919 года заняли Ригу и правительство К.Улманиса эвакуировалось в Либаву,  Земгалс отправился на британском минном заградителе Princess Margaret в Данию, которая выделяла деньги на вооружение правительственных отрядов. По возвращении в Либаву в марте 1919 года Земгалс попадает под стражу по приказу немецкого генерала Тиде, союзника прогерманского правительства Андриевса Ниедры.
Когда силы сторонников независимости взяли верх, Земгала избрали депутатом Учредительного собрания, а затем первого созыва Сейма Латвии.
В 1921-1923 гг. Земгалс — военный министр в правительстве З.А. Мейеровица. В это время он сочетал государственную службу с работой на высших постах в Рижском международном банке, Ссудно-сберегательной кассе общества ремесленников и на Валмиерской узкоколейной железной дороге.
После скоропостижной смерти первого президента Латвийской республики Яниса Чаксте Крестьянский союз и Социал-демократическая рабочая партия сошлись на компромиссной фигуре кандидата Демократического центра Земгала. С 8 апреля 1927 года по 9 апреля 1930 года он — президент Латвийской республики. Первым государственным визитом президента стала поездка в Швецию, а затем Земгалс принимал у себя короля Густава V, тем самым обозначив курс на нейтралитет.
Земгалс широко использовал право на помилование, рассмотрев дела 648 осуждённых и полностью амнистировав 172 человек.
В годы его президентства Латвия, в которой ведущая политическая роль была у Социал-демократической партии и «Союза латвийских фермеров», активно развивала транзитное сообщение и занималась международной торговлей с западными и восточными странами. Прочная аграрная основа экономики позволила Латвии пережить Великую депрессию с наименьшими потерями. К началу 1930-х уровень благосостояния Латвии был сравним с уровнем развитых европейских стран, таких как Дания и Финляндия.
В годы Великой депрессии Земгалс согласился занять пост министра финансов (1932-1932), наметив системную стабилизацию экономики страны.
После переворота К.Улманиса 15 мая 1934 года отошёл от политической деятельности.
Скончался 6 января 1939 года. Похоронен в Риге на Лесном кладбище.

## Награды
- Орден Почётного легиона (1924).
- Знак достоинства III степени (1926).
- Орден Трёх звёзд III степени (1926).
- Орден Трёх звёзд I степени (1929).

## Семья
У Густава Земгала с женой Эмилией было трое детей.
Его сын Паул Земгалс (1911-1977) женился на дочери первого президента Латвии Дайле Чаксте (1909-2004).
Его дочь Анна вышла замуж за судью Александра Удриса, в 1944 году они бежали в Германию, затем эмигрировали в США. Поначалу отец работал на металлообрабатывающем заводе, мать стирала бельё. Их старшая дочь Анда Андерсоне стала художницей.

## Адреса
- Рига, Ул. Кришьяня Барона, 3.
- Рига, ул. Гамбургас, 16. Вилла в Межапарке построена в 1914 году по проекту архитектора П. Дрейера для Карла Мацке. Земгалс получил её в середине 1920-х годов[6].

## Память
- В честь Густава Земгалса названа одна из важнейших автомагистралей Риги — Густава Земгала гатве.